# Poświętne (powiat radomski)
Poświętne – wieś w Polsce położona w województwie mazowieckim, w powiecie radomskim, w gminie Pionki. Ma status sołectwa.
W latach 1945–1975 miejscowość administracyjnie należała do województwa kieleckiego, a następnie W latach 1975–1998 do województwa radomskiego.
Wierni Kościoła rzymskokatolickiego należą do parafii św. Mikołaja i św. Małgorzaty w Jedlni.

## Położenie
Wieś znajduje się przy drodze wojewódzkiej nr 737 Radom - Kozienice, ok. 4 km od Pionek. Najbliższa stacja kolejowa Jedlnia Kościelna ok. 2,5 km od wsi.

## Historia
W czasie I Rzeczypospolitej Poświętne jako część Jedlni leżały na terenie województwa sandomierskiego, w latach 1810–1815 w departamencie radomskim Księstwa Warszawskiego, w latach 1816–1837 w obwodzie radomskim województwa sandomierskiego, w latach 1837–1844 w guberni sandomierskiej i wreszcie w latach 1845–1915 na terenie guberni radomskiej Królestwa Kongresowego.
W latach 1919–1939 miejscowość administracyjnie należała do gminy Jedlnia, w powiecie kozienickim, w województwie kieleckim.
W czasie okupacji pod niemiecką administracją Generalnego Gubernatorstwa.

## Cmentarz
Na terenie wsi znajduje się cmentarz parafialny parafii św. Mikołaja i św. Małgorzaty w Jedlni. Wśród pochowanych tam osób jest m.in. Stanisław Siczek - zastępca dowódcy podobwodu "Kolonka" ZWZ-AK.